# Сезон ФК «Динамо» (Київ) 2009—2010
Сезон «Динамо» (Київ) 2009—2010 — це 19-й сезон, який клуб провів у незалежному чемпіонаті України. Завершивши попередній сезон на першому місці у внутрішньому чемпіонаті «Динамо» гарантувало собі участь у груповому етапі Ліги чемпіонів. Цей успіх був здобутком Юрія Сьоміна, який опісля завершення сезону 2008—2009 покинув київський клуб. Новим головним тренером було оголошено іншого російського спеціаліста — Валерія Газзаєва, який провів літні збори з командою в Австрії. На початку сезону команда під керівництвом нового тренера грала успішно: вдало стартувала у новому чемпіонаті України з двох розгромних перемог. Проте згодом успішні виступи змінилися невдачами: команда вилетіла з Кубка України на стадії чвертьфіналу та не змогла вийти з групи в Лізі чемпіонів. Єдиним позитивним моментом було те, що «динамівці» посідали перше місце у внутрішньому чемпіонаті, проте у весняній частині чемпіонату команда втратила перше місце та поступилася «Шахтарю» в боротьбі за чемпіонство. Загалом сезон був оцінений доволі неоднозначно.
На початку сезону окрім Сьоміна команду покинув її багаторічний гравець — Максим Шацьких. Окрім Шацьких команду покинули низка гравців, серед яких Ісмаель Бангура та Володимир Лисенко. В команду прийшли Леандро Алмейда, Жерсон Маграо, Данілу Сілва та повернувся вихованець клубу — Андрій Шевченко.

## Сезон

### 2009

#### Підготовка до сезону

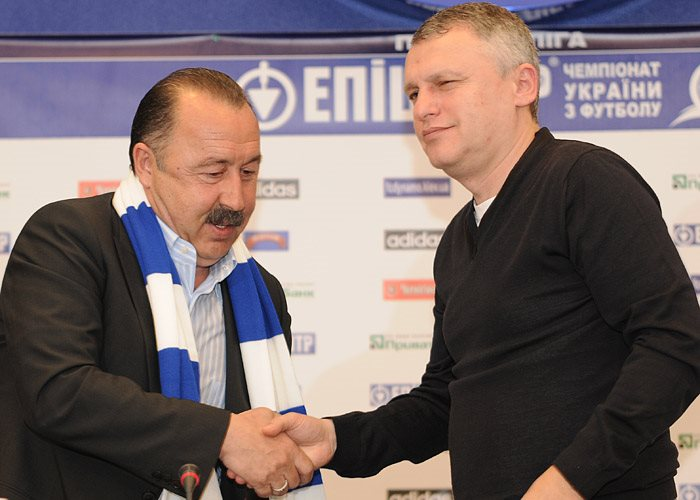
Презентація нового тренера клубу — Валерія Газзаєва

Ще до завершення сезону 2008/2009 стало відомо про те, що Юрій Сьомін покидає команду і повертається в московський «Локомотив», який він тренував до «Динамо» протягом двадцяти років. 26 травня, опісля матчу проти «Шахтаря» (останній тур Прем'єр-ліги сезону 2008/2009) та після закінчення пресс-конференції Сьоміна, був представлений новий тренер клубу. Ним став Валерій Газзаєв, який підписав контракт попереднього дня на період до 1 липня 2012 року. Також команду залишив Максим Шацьких — багаторічний бомбардир команди, який провів 328 матчів за Динамо та забив 142 голи.

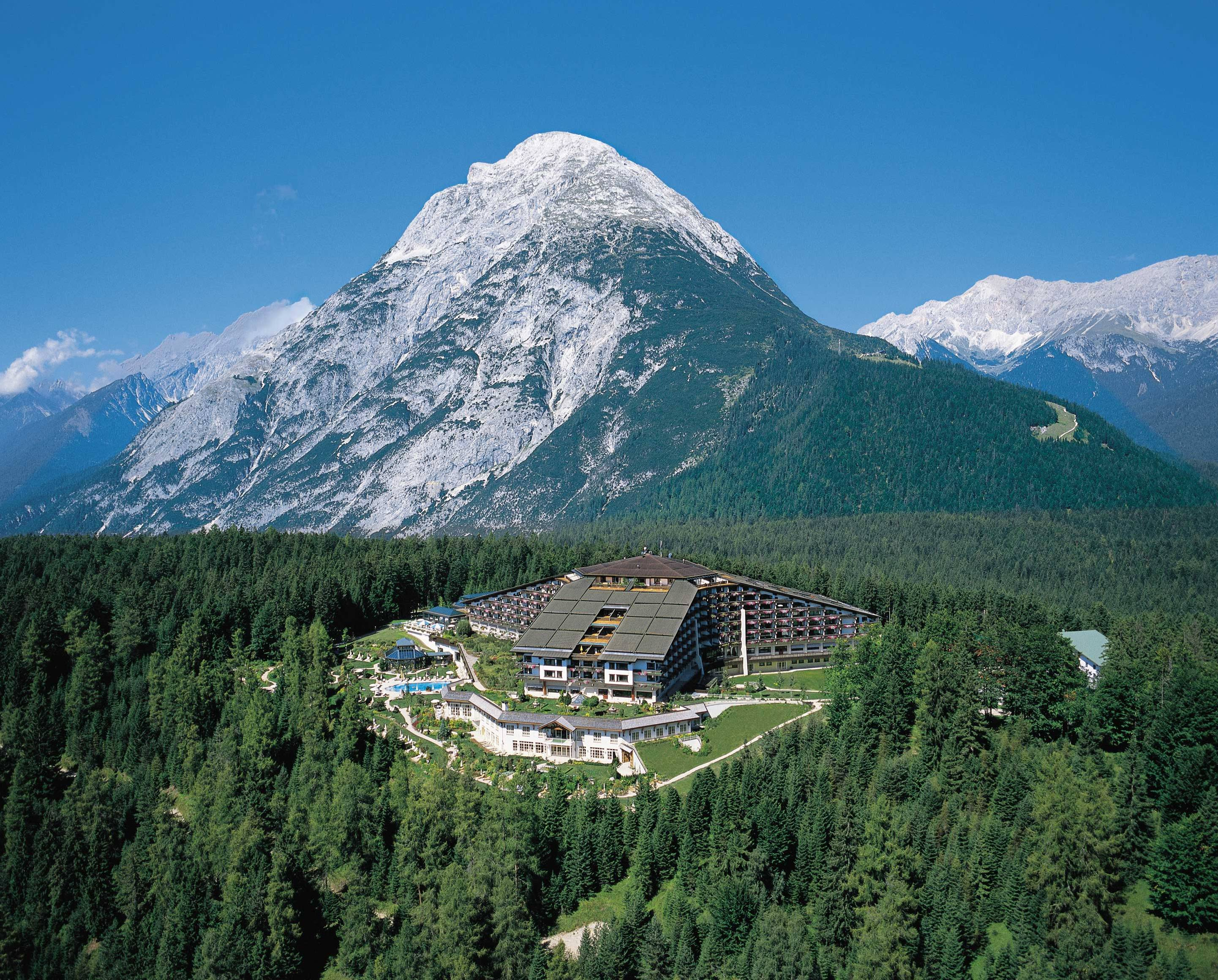
Місце австрійських зборів команди — готель «Interalpen-Hotel Tyrol»

Опісля завершення сезону гравцям команди було надано три тижні відпустки. Частина гравців була задіяна за свої національні команди. Перший збір команди відбувся 21 червня. В ньому брали участь гравці, незадіяні за національні збірні. Окрім вступного слова Газзаєва, було предаставлено весь тренерський штаб, до якого увійшли Микола Латиш, Володимир Шевчук, Олег Лужний, Валерій Зуєв, Сергій Краковський та Вінченцо Пінколіні.
24 червня команда відправилася на передсезонний збір. Місцем його проведення був вибраний австрійський Інсбрук. З командою не поїхали травмовані Пап Діакате, Андрій Несмачний, Тарас Михалик, Артем Кравець та Горан Саблич. Перед від'їздом був проведений день відкритих дверей, на якому головний тренер поділився планами про купівлю двох нових гравців, імена яких він не захотів відкривати. Також він пообіцяв залучати до команди якомога більше українських молодих гравців. Сам збір тривав до 7 липня. За цей період динамо провело три товариські матчі: 1 липня проти австрійського «Аксамса», 4 липня проти московського «Локомотива» та 7 липня проти франкфуртського «Айнтрахта». Не обійшлося без неприємностей: у матчі проти Локомотива ушкодження зазнав новачок команди — Леандро Алмейда.
Також перед початком сезону був призначений новий капітан команди. Ним став українець Артем Мілевський.

#### Літнє трансферне вікно
Ще до початку трансферного вікна до клубу на правах вільного агента перебрався захисник Марк Фашан, який підписав контракт на п'ять років. Він був присутнім на австрійських зборах, однак вже 22 липня з'явилася інформація про те, що клуб і гравець розірвали угоду за обопільною згодою. Пізніше гравець пояснив це тим, що Газзаєв не мав наміру співпрацювати з ним. Ще перед від'їздом на збори головний тренер повідомив про бажання придбати двох нових гравців. Ними стали бразильці Леандро Алмейда та Жерсон Маграо. Однак про найголовніше придбання стало відомо 29 серпня, коли було повідомлено, що дворічний контракт з клубом підписав Андрій Шевченко. Вже 30 серпня була проведена прес-конференція, на якій Шевченко, відповідаючи на різні запитання, сказав:
|  | ...історія продовжується, і я справді дуже радий, що повернувся до рідного клубу. Десять років мого життя пройшли в різних країнах Європи, і прийшов час повернутися додому, ще раз порадувати вболівальників «Динамо» й усієї України. Багато слів сказано, але зараз потрібно братися до роботи. У нас дуже сильна група в Лізі чемпіонів, і чим вона сильніша, тим для нас краще. |

Окрім придбань, клуб розпрощався з низкою гравців. Так, клуб покинули Ісмаель Бангура та Володимир Лисенко. В оренду в інші клуби пішли Микола Морозюк, Олег Допілка, Олександр Романчук, Балаш Фаркаж, Родріго, Гільєрме, Еммануель Окодува, Карлос Корреа, Шахір Бельгазуані:

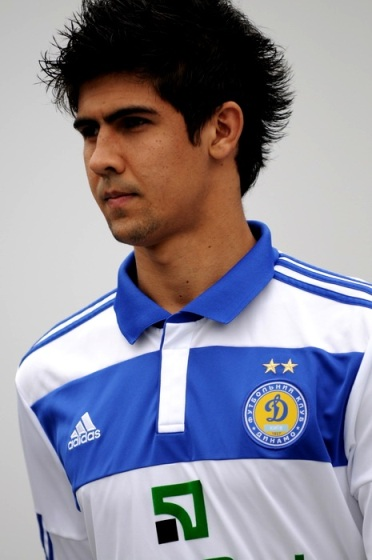
Одне з літніх придбань «Динамо» — Леандро Алмейда

| Дата           | Позиція              | Ім'я            | Звідки             | Вартість      | Період  | Джерело       |
| -------------- | -------------------- | --------------- | ------------------ | ------------- | ------- | ------------- |
| 29 травня 2009 | Захисник             | Марк Фашан      | «Осер»             | Вільний агент | 5 років | [ 14 ] [ 17 ] |
| 23 червня 2009 | Захисник             | Леандро Алмейда | «Атлетіку Мінейру» | €4 млн.       | 5 років | [ 14 ] [ 17 ] |
| 10 серпня 2009 | Захисник/Півзахисник | Жерсон Маграо   | «Крузейру»         | €2,5 млн.     | 5 років | [ 14 ] [ 17 ] |
| 29 серпня 2009 | Форвард              | Андрій Шевченко | «Челсі»            | вільний агент | 2 роки  | [ 14 ] [ 17 ] |

| Позиція              | Ім'я               | Куди               | Вартість                       | Період                | Джерело       |
| -------------------- | ------------------ | ------------------ | ------------------------------ | --------------------- | ------------- |
| Форвард              | Ісмаель Бангура    | «Ренн»             | €11 млн.                       | 4 роки                | [ 14 ] [ 17 ] |
| Воротар              | Тарас Луценко      | зевершив кар'єру   | —                              | —                     | [ 14 ] [ 17 ] |
| Форвард              | Володимир Лисенко  | «Металіст»         | $1,8 млн.                      | 4 роки                | [ 14 ] [ 17 ] |
| Форвард              | Еммануель Окодува  | «Кубань»           | оренда                         | до завершення сезону  | [ 14 ] [ 17 ] |
| Півзахисник          | Діого Рінкон       | «Кавала»           | вільний агент                  | 10 місяців            | [ 14 ] [ 17 ] |
| Півзахисник/захисник | Микола Морозюк     | «Оболонь»          | оренда                         | перше коло чемпіонату | [ 14 ] [ 17 ] |
| Форвард              | Атанас Чепілов     | «Монтана»          | оренда                         | до кінця сезону       | [ 14 ] [ 17 ] |
| Захисник             | Олег Допілка       | «Кривбас»          | оренда                         | перше коло чемпіонату | [ 14 ] [ 17 ] |
| Півзахисник          | Флорин Чернат      | «Хайдук»           | вільний агент                  | 3 роки                | [ 14 ] [ 17 ] |
| Форвард              | Андрій Воронков    | «Оболонь»          | оренда                         | перше коло чемпіонату | [ 14 ] [ 17 ] |
| Воротар              | Денис Бойко        | «Оболонь»          | оренда                         | перше коло чемпіонату | [ 14 ] [ 17 ] |
| Півзахисник          | Дмитро Єременко    | «Волинь»           | оренда                         | перше коло чемпіонату | [ 14 ] [ 17 ] |
| Півзахисник          | Карлос Корреа      | «Атлетіку Мінейру» | оренда                         | весь сезон            | [ 14 ] [ 17 ] |
| Захисник             | Олександр Романчук | «Арсенал»          | оренда                         | весь сезон            | [ 14 ] [ 17 ] |
| Півзахисник          | Олександр Назарчук | «Волинь»           | оренда                         | перше коло чемпіонату | [ 14 ] [ 17 ] |
| Форвард              | Гільєрмі           | ЦСКА               | оренда                         | весь сезон            | [ 14 ] [ 17 ] |
| Форвард              | Максим Шацьких     | «Локомотив»        | вільний агент                  | півтора року          | [ 14 ] [ 17 ] |
| Форвард              | Фаркаш Балаж       | «Відеотон»         | оренда                         | весь сезон            | [ 14 ] [ 17 ] |
| Захисник             | Марк Фашан         | «Хімнастік»        | обопільне розривання контракту | три роки              | [ 14 ] [ 17 ] |

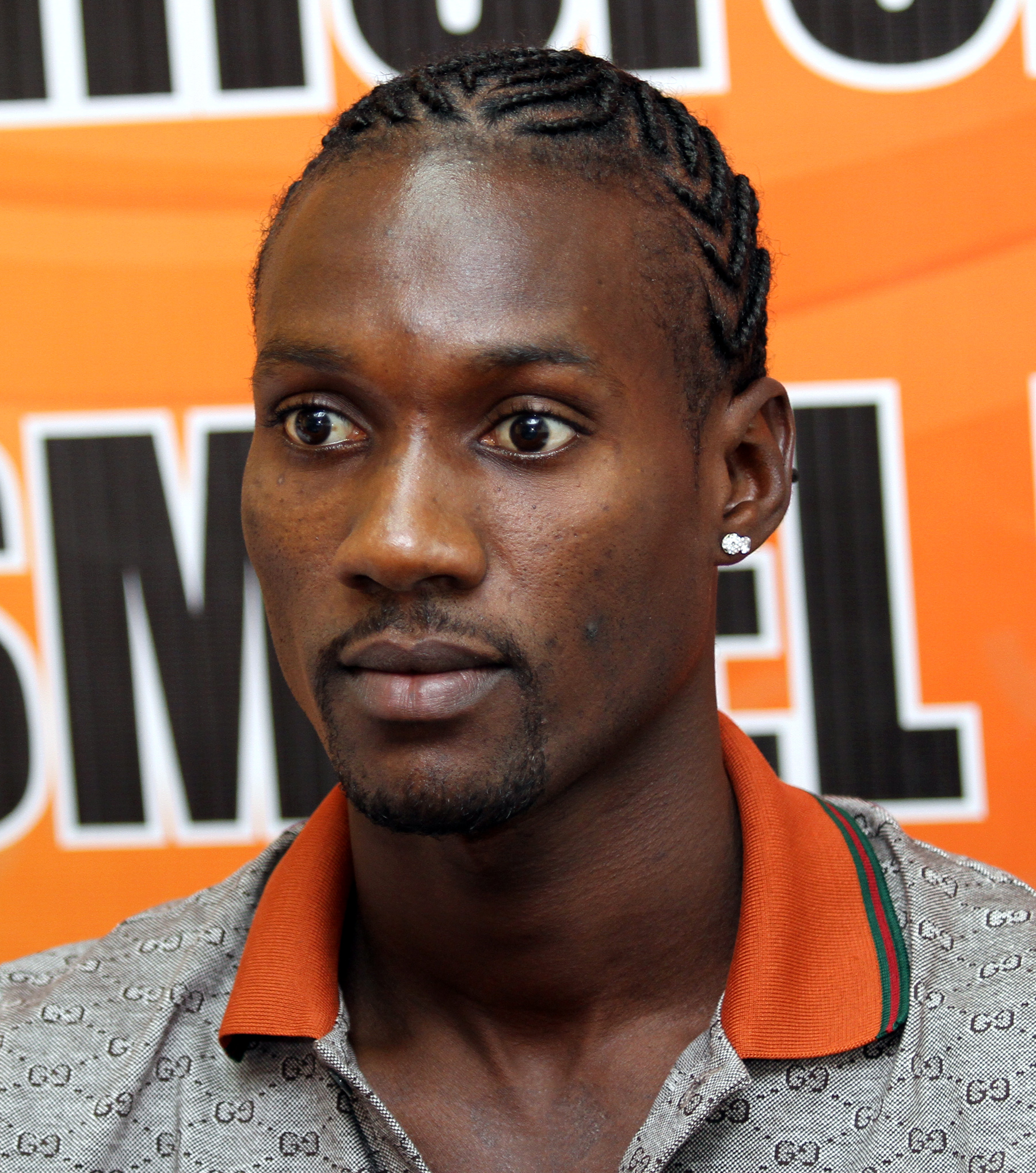
Ісмаель Бангура покинув команду опісля двох сезонів та забитих 28 голів

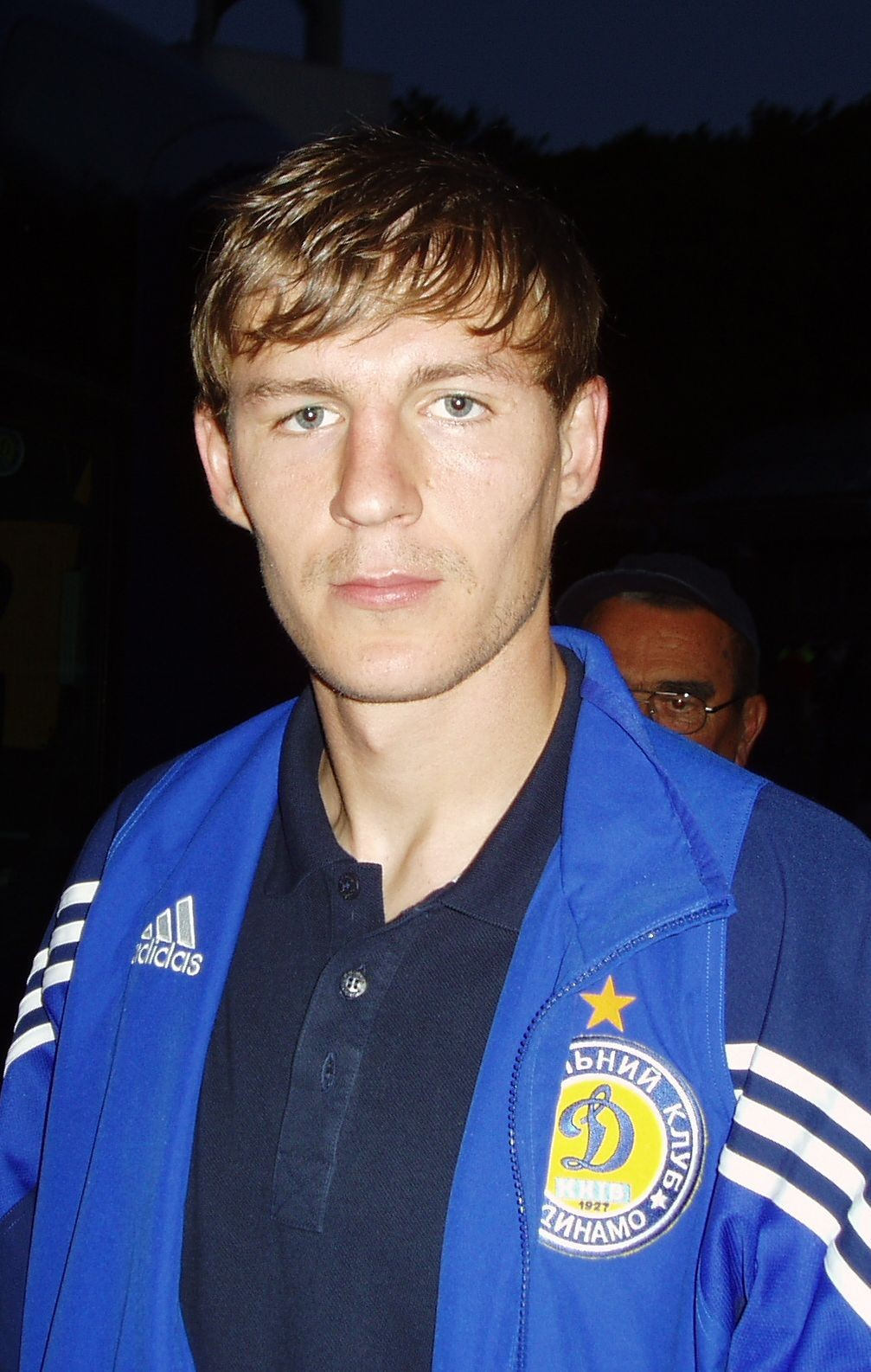
Максим Шацьких покинув команду як вільний агент опісля 10 сезонів в ній

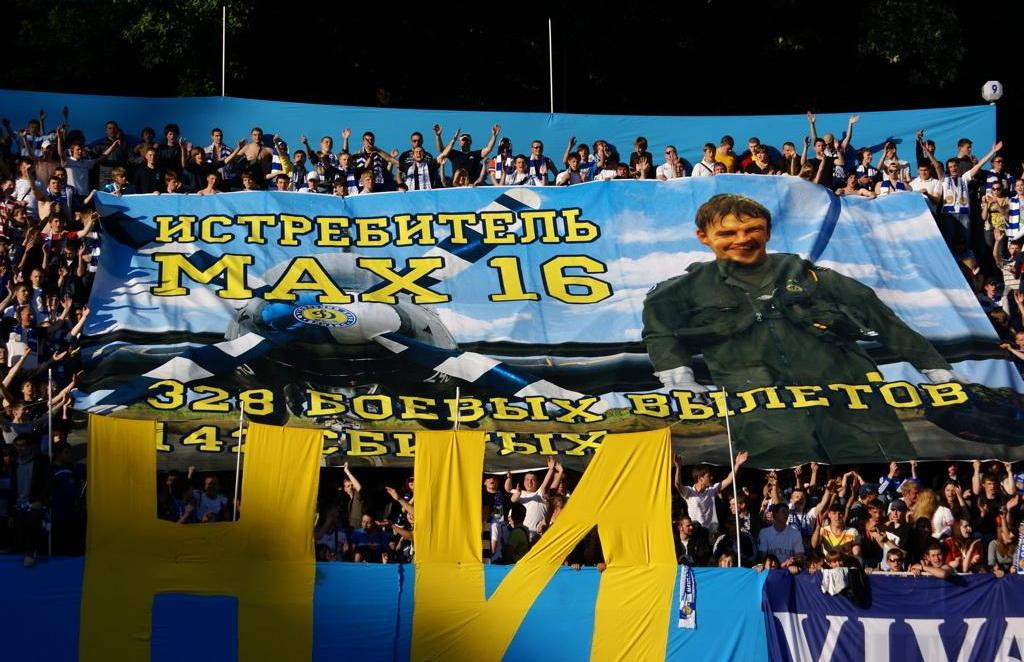
Банер на честь відходу Шацьких

Також команду покинув Малхаз Асатіані, який був орендований в московського «Локомотива».
Окрім того, частина гравців команди, які вже були орендованими, змінили свої команди. До цих гравців відносяться Маріс Верпаковскіс, Шахір Бельгазуані, Павло Ксьонз, Андрій Фартушняк, Родріго, Майкл та Андрій Оберемко.

#### Суперкубок України

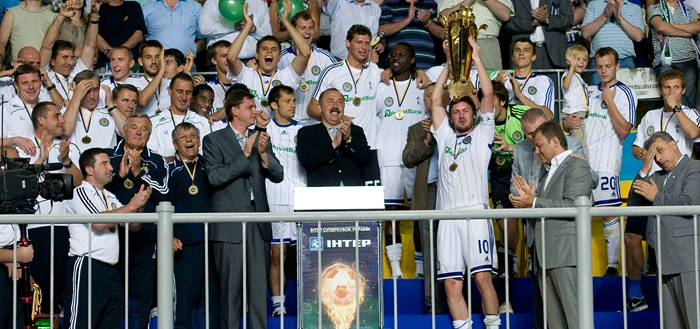
Артем Мілевський піднімає Суперкубок України

Динамо розпочало сезон з матчу за Суперкубок України. У ньому команда зустрілася з володарем кубка України попереднього сезону — полтавської «Ворскли». Організація матчу не пройшла без скандалів: керівництво київського клубу було вкрай незадоволене тим, що місце проведення матчу (стадіон «Ювілейний» в Сумах) не було обговорено наперед з ними, а також те, що не були враховані побажання «динамівців» про проведення матчу в Львові, Дніпрі, Кривому Розі чи Запоріжжі. Лунали погрози про бойкот Суперкубку. Втім, усі суперечки вдалося залагодити і поєдинок відбувся. 
В основний час суперники переможця не визначили. Доля трофею була розіграна в серії післяматчевих пенальті, де сильнішим виявився київський клуб. Таким чином, уже в першому своєму офіційному матчі Валерій Газзаєв завоював трофей. Окрім позитивних моментів гра принесла і нові проблеми: на 19 хвилині був замінений Олександр Алієв, якого згодом прооперували з приводу травми.

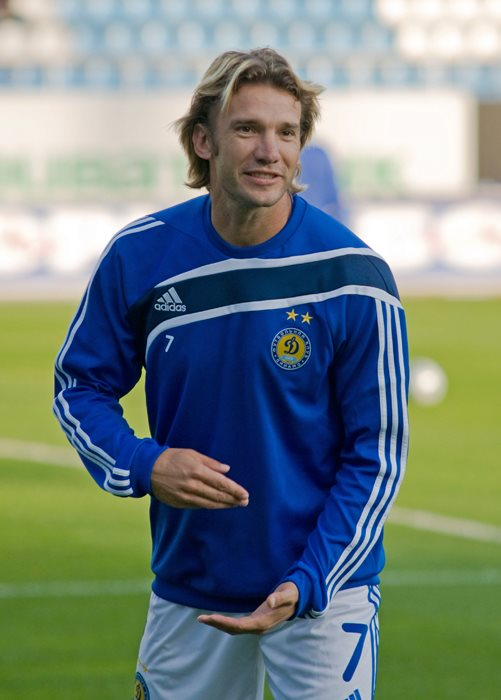
Шевченко перед матчем проти донецького «Металурга»

| 11 липня 2009 |

| «Динамо» (Київ) | 0 – 0 (пен. 4 – 2) | «Ворскла» (Полтава) |
| --------------- | ------------------ | ------------------- |
|                 | Протокол           |                     |

| «Ювілейний» Глядачів: 18 500 |

|                                               |     | Пенальті                                  |
| Нинкович · Кравченко · Єременко · Ярмоленко · | 4:2 | Цуррі · Маркоскі · Деспотовскі · Даллку · |

#### Перше коло чемпіонату України
Маючи деякі проблеми з основним складом через велику кількість травмованих гравців, чинний чемпіон розпочав новий чемпіонат з двох розгромних перемог над «Чорноморцем» (5:0) та «Таврією» (6:0). В наступному турі команда на виїзді перемогла «Кривбас» (3:1). Цей матч ознаменувався низкою встановлених рекордів: так Динамо відзначилося чотирнадцятьма голами в трьох перших матчах чемпіонату, що стало новим рекордом чемпіонатів України; гол Ярмоленка у цьому матчі став 1200-м для Динамо у чемпіонатах України. У наступному турі гравці жартома присвятили перемогу над «Іллічівцем» Валерію Газзаєву, який днем перед тим святкував своє 55-річчя. У наступному турі «Динамо» зазнало першої втрати в чемпіонаті, закінчивши матч з «Ворсклою» нічиєю. Матч проти донецького «Металурга» ознаменувався першою після повернення грою за клуб Андрія Шевченка, який одразу ж відзначився голом з пенальті в другому таймі. Загалом переможна серія після Металурга протрималася ще п'ять матчів: проти «Металіста» (2:1), проти «Зорі» (2:0), проти «Арсеналу» (1:0), проти «Оболоні» (2:1) та проти «Дніпра» (2:0). Останній матч теж не обійшовся без ювілейних цифр: реалізований Артемом Мілевським пенальті став сотим успішно пробитим пенальті київського клубу у чемпіонатах України. У матчі проти львівських «Карпат» (1:1) перервалась серія перемог на домашньому стадіоні, яка розпочалась ще в 2008 році та налічувала 19 матчів. В 14-му турі клуб провів дербі проти донецького «Шахтаря», яке закінчилося перемогою «Динамо» з рахунком 3:0. В останньому матчі першого кола «Динамо» зіграло в нічию з запорізьким «Металургом» (0:0). Матч проти «Говерли» був перенесений на березень.

#### Кубок України
В розіграші кубка України «Динамо» зупинолося на етапі чвертьфіналу (гірший показник був тільки в 2000 році, коли команда припинила змагання на етапі 1/16 фіналу). Суперниками, які обиралися «сліпим» жеребом, в цьому розіграші кубка в «Динамо» були тільки команди прем'єр-ліги, а всі матчі були зіграні на виїзді. На стадії 1/16 фіналу «динамівці» на виїзді зустрілися з «канонірами», яких обіграли 1:2. Майже через місяць команда відправилася в Харків, де здобула ще одну важку перемогу над тамтешнім «Металістом» (0:1). Однак, вже на стадії чвертьфіналу жереб звів в одному матчі «Шахтар» та «Динамо». Сам матч був напруженим з великою кількістю фолів, жовтих карток та суперечок. Перемогу в матчі святкували «гірники» з рахунком 2:0.

#### Ліга чемпіонів УЄФА
На правах чемпіона «Динамо» на пряму потрапляло в груповий етап Ліги чемпіонів. Ще до її початку було оголошене основне завдання — вихід з групи. Валерій Газзаєв в одному інтерв'ю сказав, що його основне завдання — це виграти турнір. 27 серпня у Монако відбулося жеребкування, яке визначило, що київський клуб потрапляє до групи F, де зіграє по два матчі з міланським «Інтером», казанським «Рубіном» та переможцем попереднього розіграшу — «Барселоною». Загалом команда не виконала завдання і посіла останнє місце в групі. Єдиною перемогою став перший матч вдома проти «Рубіну». Ще двічі команда зіграла внічию (з «Інтером» та «Рубіном»). Тричі ж команда програла, до того ж двічі (домашні матчі проти «Інтера» та «Барселони») перемогу кияни втратили на останніх хвилинах матчу.

#### Оцінка та критика першої половини сезону
Гра «Динамо» в першій половині нового сезону та в 2009 році була оцінена неоднозначно як в середині команди, так і футбольними експертами. Початок нового чемпіонату розпочався дуже вдало: незважаючи на великий лазарет, команда забивала багато м'ячів. Було відмічено зміни в стилі гри команди — з більш комбінаційного футболу, який пропагував Сьомін, до особливої уваги флангам. Цьому також сприяв і перехід до нової схеми гри — 4-3-3, яку Газзаєв ананонсував ще на передсезонних зборах. Газзаєв виконав свою обіцянку щодо залучення молодих українських футболістів: в першому колі чемпіонату на футбольне поле справно почали виходити Ярмоленко, Хачеріді та Гармаш. Відмічалося також повернення до команди Шевченка, який мав би бути прикладом для молодих гравців та тягнути команду вперед. Вдалими виявилися старти і в Кубку України, де був вибитий один з головних конкурентів (харківський «Металіст»), і в Лізі чемпіонів. В українському дербі команда здобула переконливу перемогу над «Шахтарем». Гравці команди, такі як Мілевський, Шевченко та Гусєв, були неодноразово відмічені різними спортивними виданнями, як найкращі гравці місяця. Артем Мілевський став найкращим футболістом року за версією більшості авторитетних спортивних видань України.

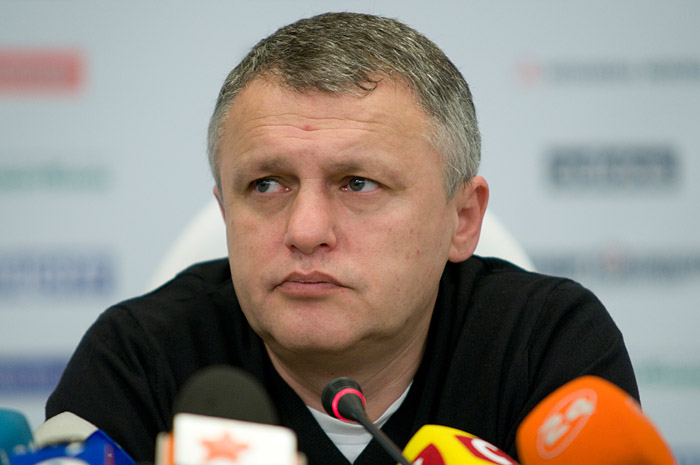
Ігор Суркіс неоднозначно оцінив 2009 рік для своєї команди

З іншого боку був відмічений можливий промах тренерського штабу: команда дуже сильно почала новий сезон, але й швидко пройшла свій пік. Це вилилося в ряд важких перемог в чемпіонаті України та швидкому вильоті з кубка України ще на стадії чвертьфіналу. Однак, головною невдачею стала Ліга Чемпіонів. Так, колишній гравець «Динамо» Ігор Бєланов після домашнього матчу проти «Барселони» сказав, що не побачив в команді психології переможця. Інший колишній «динамівець», Олександр Хацкевич, відмітив брак креативності в лінії півзахисту і те, що він добре орієнтований на захист, але не на атаку. Йожеф Сабо вказав на відсутність командного почерку в грі «Динамо». Сам президент команди, Ігор Суркіс, оцінив рік, що пройшов, на «трійку з плюсом». Оцінка ґрунтувалася на тому, що в попередньому сезоні команда не здобула кубка УЄФА, але стала чемпіоном країни, а в цьому провально виступила в Лізі чемпіонів, не вийшовши навіть в плей-офф Ліги Європи. Ще один негативний момент — ситуація з одним з лідерів «Динамо» часів Сьоміна та улюбленцем фанів — Олександром Алієвим. Опісля отриманої травми в матчі за Суперкубок та реабілітації він так і не отримав місця в основній команді і зимою перейшов в московський «Локомотив».

### 2010

#### Зимовий збір

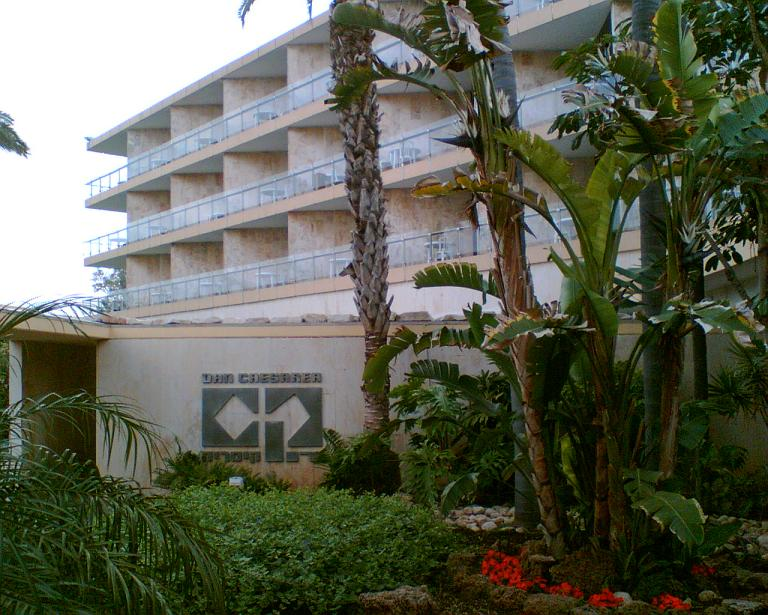
Готель, в якому «динамівці» зупинилися в Кесарії

14 січня 2010 року на прес-конференції Валерій Газзаєв поділився зі журналістами планами команди щодо зимових зборів. Динамо мало провести три збори: з 15 січня по 29 січня в Ізраїлі, з 3 лютого по 15 лютого в Португалії та ще один невелекий збір з 18 по 25 лютого в Іспанії.
В Ізраїлі місцем базування стало місто Кесарія на північ від Тель-Авіва. Команда поселилася в готері «Dan Caesarea Hotel». На збір поїхали 27 гравців команди; в Києві залишився травмований Тіберіу Гіоане. Неприємна ситуація трапилася з Андрієм Шевченко, який змушений був покинути табір команди заради лікування в Мюнхені. Загалом в Ізраїлі «Динамо» провело чотири матчі проти команд з різних дивізіонів чемпіонату Ізраїля: 22 січня проти «Бат-Ям», 24 січня проти «Аль-Ахлі», 26 січня проти «Хапоеля» з Пітах-Тіква і 28 січня (суперник так і не був вибраний, тому гравці «Динамо» поділилися на дві команди).
Другим місцем проведення зборів головний тренер вибрав Португалію, а саме місто Фару, яке йому було знайоме ще з часів тренування ЦСКА. Команда зупиналася в готелі «Ria Park». Як і минулого разу, ряд футболістів не полетів в Португалію: Алієв перейшов в «Локомотив», Парцванію та Коркішка перевели в другу команду, Дедечко поїхав на перегляд до іншої команди, а Олег Шалаєв, якого команда розглядала на зборах в Ізраїлі, не підписав контракту. Не поїхав на збір і Тіберіу Гіоане. За час португальських зборів команда провела чотири товариські матчі: проти футболістів з академії Глена Годла (спочатку суперником мала бути команда «Шемрок Роверс»), проти «Портімоненсе» (спочатку суперником мав бути клуб «Ольяненсе»), проти «Бернлі» та проти «Вісли». Неприємністю закінчилися збори для Євгена Хачеріді, який не зміг брати участь в двох останніх матчах через проблеми зі зв'язками.
Опісля зборів у Фару частина команди вирушила до Києва, а частина одразу поїхала до Іспанії, до наступного пункту базування — Марбельї. Команда зупиналася в готелі «Gran Melia Don Pepe». У повному зборі в Іспанії команда зібралася 18 лютого. Вперше на збори з основною командою поїхав Владислав Калитвинцев. Також, опісля видужання до тренувань приступив Тіберіу Гіоане. Євген Хачеріді хоч і прибув з командою, однак участі в товариських матчах не брав. Іспанські збори протривали тиждень, за цей час команда зіграла два матчі: проти «Локомотива» (0:2) та «Зеніту» (2:1).

#### Зимове трансферне вікно
За словами Ігоря Суркіса, Динамо проводило дуже обережну селекційну роботу у зимове міжсезоння. Єдиним серйозним придбанням можна назвати купівлю бразильського крайнього захисника — Данілу Сілва. Також з оренди повернувся воротар Денис Бойко. «Динамо» також переглядало на зборах ряд молодих гравців — вихованців клубу Парцванію, Коркішка та Дедечка, а також молодого росіянина Шалаєва, однак жоден з них гравцем основної команди не став.
З команди пішли ряд гравців. Так, був проданий ряд гравців, серед яких Алієв та Кравченко. Горан Саблич та Олександр Рибка покинули команду у статусі вільних агентів. Ще частина гравців була віддана в оренду іншим клубам.

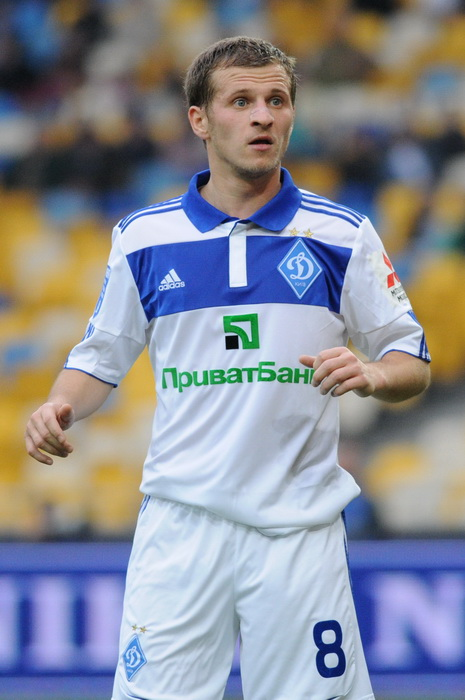
Олександр Алієв перейшов в московський «Локомотив»

| Позиція  | Ім'я         | Звідки           | Вартість            | Період  | Джерело |
| -------- | ------------ | ---------------- | ------------------- | ------- | ------- |
| Захисник | Данілу Сілва | «Інтернасьйонал» | €4 млн.             | 5 років |         |
| Воротар  | Денис Бойко  | «Оболонь»        | повренення з оренди |         |         |

| Позиція     | Ім'я             | Куди         | Вартість      | Період               | Джерело |
| ----------- | ---------------- | ------------ | ------------- | -------------------- | ------- |
| Півзахисник | Олександр Алієв  | «Локомотив»  | $12 млн.      | 3 роки               |         |
| Воротар     | Олександр Рибка  | «Оболонь»    | оренда        |                      |         |
| Захисник    | Пап Діакате      | «Сент-Етьєн» | оренда        | до завершення сезону |         |
| Півзахисник | Сергій Кравченко | «Дніпро»     |               | 4 роки               |         |
| Захисник    | Горан Саблич     |              | вільний агент |                      |         |

#### Чемпіонат України

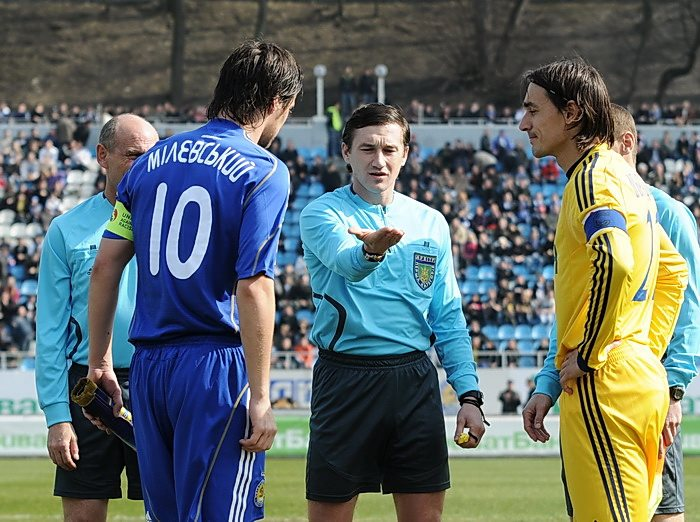
Початок матчу між «Динамо» та «Металістом»

Весняна частина національного чемпіонату видалася невдалою для команди, яка втратила першу позицію в турнірній таблиці, поступившись чемпіонством донецькому «Шахтарю». 
І хоча в першому матчі після зимової перерви команда вдома мінімально обіграла «Кривбасс», уже в наступному матчі команда втратила турнірні очки, зігравши внічию 1:1 з «Іллічівцем»: «Динамо» пропустило в одній з небагатьох контратак і на силу відігралось за 10 хв до закінчення матчу, уникнувши першої поразки в зустрічах проти маріупольської команди. «Біло-синім» вдалося зберегти перше місце в турнірній таблиці, однак донецький «Шахтар» впритул наблизився до київської команди. У наступному турі «Динамо» здолало Ворсклу, а єдиний гол, який виявився ювілейним сотим за команду, на свій рахунок записав Андрій Шевченко. У проміжку між двома вище згаданими матчами керівництву команди вдалося продовжити контракт з Олегом Гусєвим на ще 3 роки. У наступному турі команда знову зіграла внічию, цього разу з донецьким «Металургом», та опустилась на друге місце турнірної таблиці, а ще через 5 днів мінімально поступилась у перенесеному турі «Закарпаттю». У наступних п'яти матчах чемпіонату команда здобувала доволі впевнені перемоги, а після перемоги над київським «Арсеналом» у 24-му турі їй навіть вдалося повернути першу сходинку турнірної таблиці. Також протягом цього періоду команду покинува на правах вільного агента Горан Саблич. У 27 турі команда зазнала ще одної поразки від «Карпат» та знову дозволила стати лідером чемпіонату «Шахтарю». Власне у 29 турі у матчі на виїзді з «гірниками» мав з'ясуватися чемпіон україни: перемога «Шахтаря» гарантувала йому перше місце, поразка ж залишала шанси для київської команди. Матч закінчився перемогою господарів, а отже втратою киянами навіть теоретичних шансів на перемогу в чемпіонаті.

### Інше
28 липня 2009 року відбулася прес-конференція, на якій була представлена нова виїзна форма. Фірмою-виробником нової форми стала німецька компанія «Adidas», з якою «Динамо» підписало ексклюзивний контракт. Форма мала ряд особливостей, згідно з заявами представників компанії. Так, вона була забезпечена технологією ClimaCool, яка покликана якнайкраще виводити зайву вологу. Інша технологія — ForMotion — створена аби максимально забезпечити свободу рухів спортсмена.
Співпраця клубу та компанії на цьому не припиналася, адже 26 лютого 2010 року вони спільно відкрили перший магазин фан-атрибутики клубу. На його відкритті від команди були присутні Ігор Суркіс, Андрій Шевченко, Артем Мілевський та Тарас Михалик. Президент клубу став першим покупцем магазину.
Не зважаючи на те, що одним з пунктів статуту Прем'єр-ліги було створення спільного телевізійного пулу, «Динамо» та «Дніпро» передали свої права на трансляцію телеканалу «ТЕТ» (на той час Ігорю Суркісу належало 49 % акцій цього телеканалу). На початку липня було оголошено, що телеканал покаже перші три тури за участі команди. 17 серпня стало відомо, що телеканал покаже усі матчі команди в Прем'єр-лізі.

## Статистика

### Місце у чемпіонаті в кожному турі
| 1 |

| 1 |

| 1 |

| 1 |

| 1 |

| 1 |

| 1 |

| 1 |

| 1 |

| 1 |

| 1 |

| 1 |

| 1 |

| 1 |

| 1 |

| 1 |

| 1 |

| 1 |

| 1 |

| 2 |

| 2 |

| 2 |

| 2 |

| 1 |

| 1 |

| 1 |

| 2 |

| 2 |

| 2 |

| 2 |

| Прем'єр-ліга | Місце команди в таблиці | Джерело → |

| Прем'єр-ліга | Місце команди в таблиці | Джерело → |

### Особисті показники

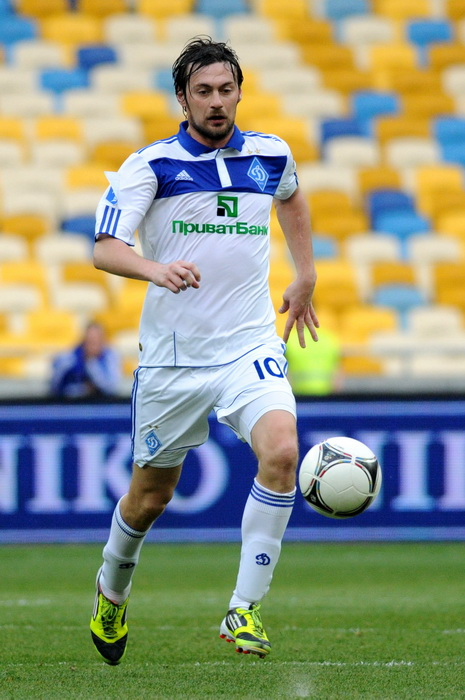
Артем Мілевський — найкращий бомбардир «Динамо» сезону 2009—2010

Індивідуальна статистика гравців основного складу в офіційних матчах сезону:
| №            | Футболіст             | Чемпіонат | Чемпіонат | Кубок    | Кубок    | Суперкубок | Суперкубок | Ліга чемпіонів | Ліга чемпіонів | Усього   | Усього   |
| №            | Футболіст             | Ігри      | Голи      | Ігри     | Голи     | Ігри       | Голи       | Ігри           | Голи           | Ігри     | Голи     |
| Воротарі     | Воротарі              | Воротарі  | Воротарі  | Воротарі | Воротарі | Воротарі   | Воротарі   | Воротарі       | Воротарі       | Воротарі | Воротарі |
| ------------ | --------------------- | --------- | --------- | -------- | -------- | ---------- | ---------- | -------------- | -------------- | -------- | -------- |
| 31           | Богуш Станіслав       | 5         | 3п        | 2        | 3п       | —          | —          | 2              | 4п             | 9        | 10п      |
| 71           | Бойко Денис           | 1         | 0п        | —        | —        | —          | —          | —              | —              | 1        | 0п       |
| 1            | Шовковський Олександр | 24        | 13п       | 1        | 0п       | 1          | 0п         | 4              | 5п             | 30       | 18п      |
| Захисники    |                       |           |           |          |          |            |            |                |                |          |          |
| 3            | Амансіо Еберт Вілліан | 20        | 0         | 3        | 0        | 1          | 0          | 5              | 0              | 29       | 0        |
| 15           | Діакат Папа Маліку    | 2         | 0         | 1        | 0        | —          | —          | —              | —              | 3        | 0        |
| 2            | Даніло                | 13        | 1         | —        | —        | —          | —          | —              | —              | 13       | 1        |
| 30           | Ель Каддурі Бадр      | 8         | 0         | —        | —        | 1          | 0          | —              | —              | 9        | 0        |
| 44           | Леандро Алмейда       | 22        | 0         | 2        | 0        | —          | —          | 5              | 0              | 29       | 0        |
| 29           | Мандзюк Віталій       | 2         | 0         | 1        | 0        | —          | —          | —              | —              | 3        | 0        |
| 26           | Несмачний Андрій      | 13        | 0         | 1        | 0        | —          | —          | —              | —              | 14       | 0        |
| 34           | Хачеріді Євген        | 18        | 0         | 3        | 1        | 1          | 0          | 4              | 0              | 26       | 1        |
| Півзахисники |                       |           |           |          |          |            |            |                |                |          |          |
| 11           | Єременко Роман        | 26        | 1         | 3        | 0        | 1          | 0          | 6              | 0              | 36       | 1        |
| 8            | Алієв Олександр       | 3         | 0         | 1        | 0        | 1          | 0          | —              | —              | 5        | 0        |
| 5            | Вукоєвіч Огнєн        | 28        | 2         | 2        | 0        | 1          | 0          | 6              | 0              | 37       | 2        |
| 4            | Гіоане Тіберіу        | 20        | 4         | 3        | 0        | 1          | 0          | 3              | 0              | 27       | 4        |
| 19           | Гармаш Денис          | 4         | 0         | 1        | 0        | —          | —          | —              | —              | 5        | 0        |
| 20           | Гусєв Олег            | 16        | 5         | 2        | 0        | 1          | 0          | 4              | 1              | 23       | 6        |
| 21           | Жерсон Маграо         | 21        | 3         | 1        | 0        | —          | —          | 6              | 1              | 28       | 4        |
| 49           | Зозуля Роман          | 11        | 2         | 1        | 1        | 1          | 0          | —              | —              | 13       | 3        |
| 45           | Калітвінцев Владислав | 1         | 0         | —        | —        | —          | —          | —              | —              | 1        | 0        |
| 7            | Корреа Карлос         | 3         | 2         | —        | —        | —          | —          | —              | —              | 3        | 2        |
| 14           | Кравченко Сергій      | 3         | 1         | 1        | 0        | 1          | 0          | —              | —              | 5        | 1        |
| 17           | Михалик Тарас         | 21        | 1         | 1        | 0        | —          | —          | 4              | 1              | 26       | 2        |
| 36           | Нінкович Мілош        | 26        | 4         | 1        | 0        | 1          | 0          | 6              | 0              | 34       | 4        |
| 8            | Петров Кирило         | 1         | 0         | —        | —        | —          | —          | —              | —              | 1        | 0        |
| 25           | Аїла Юссуф            | 16        | 1         | 2        | 0        | —          | —          | 4              | 1              | 22       | 2        |
| Нападники    |                       |           |           |          |          |            |            |                |                |          |          |
| 77           | Гіл'єрме              | 4         | 1         | 1        | 0        | —          | —          | —              | —              | 5        | 1        |
| 22           | Кравець Артем         | 9         | 1         | 1        | 0        | —          | —          | 1              | 0              | 11       | 1        |
| 10           | Мілевський Артем      | 27        | 17        | 3        | 1        | 1          | 0          | 6              | 1              | 37       | 19       |
| 7            | Шевченко Андрій       | 21        | 7         | 2        | 0        | —          | —          | 6              | 1              | 29       | 8        |
| 9            | Ярмоленко Андрій      | 28        | 7         | 2        | 0        | 1          | 0          | 6              | 0              | 37       | 7        |

## Топ-50
У березні інтернет-видання Football.ua провело опитування і надрукувало список найкращих гравців в історії клубу:
1. Олег Блохін
2. Віктор Колотов
3. Анатолій Дем'яненко
4. Леонід Буряк
5. Володимир Мунтян
6. Сергій Ребров
7. Андрій Біба
8. Володимир Веремєєв
9. Володимир Безсонов
10. Олександр Шовковський
11. Василь Турянчик
12. Йожеф Сабо
13. Євген Рудаков
14. Олег Лужний
15. Андрій Шевченко
16. Віктор Серебряников
17. Сергій Балтача
18. Олександр Заваров
19. Олег Макаров
20. Ігор Бєланов
21. Олег Кузнецов
22. Валентин Белькевич
23. Олексій Михайличенко
24. Вадим Соснихін
25. Анатолій Пузач
26. Віктор Каневський
27. Василь Рац
28. Володимир Трошкін
29. Юрій Войнов
30. Олег Базилевич
31. Михайло Коман
32. Олександр Головко
33. Стефан Решко
34. Анатолій Бишовець
35. Павло Яковенко
36. Андрій Гусін
37. Володимир Онищенко
38. Максим Шацьких
39. Валерій Лобановський
40. Микола Трусевич
41. Віктор Банніков
42. Михайло Фоменко
43. Віктор Чанов
44. Юрій Калитвинцев
45. Віталій Голубєв
46. Віктор Леоненко
47. Антон Ідзковський
48. Анатолій Коньков
49. Леонід Островський
50. Андрій Зазроєв

## Виноски
1. ↑  Юрій Сьомін: "Ми виграли найважливіше змагання". fcdynamo.com. Архів оригіналу за 22 березня 2015. Процитовано 22 березня 2015.
2. 1 2  Ігор Суркіс представив Валерія Газзаєва. fcdynamo.com. Архів оригіналу за 22 березня 2015. Процитовано 22 березня 2015.
3. 1 2  Ігор Суркіс: "Сьоміну відмовити не міг". fcdynamo.com. Архів оригіналу за 22 березня 2015. Процитовано 22 березня 2015.(рос.)
4. ↑  Вболівальники вдячні Шацьких. fcdynamo.com. Архів оригіналу за 22 березня 2015. Процитовано 22 березня 2015.
5. 1 2  Міжсезоння – час для відпочинку. fcdynamo.com. Архів оригіналу за 22 березня 2015. Процитовано 22 березня 2015.(рос.)
6. ↑  Сезон 2009/10: підготовка розпочалась!. fcdynamo.com. Архів оригіналу за 22 березня 2015. Процитовано 22 березня 2015.
7. 1 2  "Динамо" вилетіло до Австрії. fcdynamo.com. Архів оригіналу за 22 березня 2015. Процитовано 22 березня 2015.
8. ↑  Три матчі в Австрії. fcdynamo.com. Архів оригіналу за 22 березня 2015. Процитовано 22 березня 2015.
9. 1 2  Валерій Газзаєв: "Будуть два новачка". fcdynamo.com. Архів оригіналу за 22 березня 2015. Процитовано 22 березня 2015.
10. ↑  "Динамо" – "Аксамс-Гетценс" – 9:0. Змагання бомбардирів. fcdynamo.com. Архів оригіналу за 23 березня 2015. Процитовано 23 березня 2015.
11. 1 2  "Динамо" – "Локомотив" - 2:3. Поразка на останніх хвилинах. fcdynamo.com. Архів оригіналу за 23 березня 2015. Процитовано 23 березня 2015.
12. ↑  "Динамо" – "Айнтрахт" - 2:1. Генеральна репетиція. fcdynamo.com. Архів оригіналу за 23 березня 2015. Процитовано 23 березня 2015.
13. ↑  Артем Мілевський – новий капітан "Динамо". fcdynamo.com. Архів оригіналу за 23 березня 2015. Процитовано 23 березня 2015.
14. 1 2 3 4 5 6  ТРАНСФЕРЫ 2009. Dynamomania. Архів оригіналу за 22 березня 2015. Процитовано 22 березня 2015.(рос.)
15. ↑  Марк Фашан повернувся до Франції. fcdynamo.com. Архів оригіналу за 23 березня 2015. Процитовано 23 березня 2015.
16. ↑  Марк Фашан: в Киеве мне сказали "Свободен!". terricon.com. Архів оригіналу за 23 березня 2015. Процитовано 23 березня 2015.
17. 1 2 3 4  Чемпіонат України – трансфери в сезоні 2009-2010 (літнє міжсезоння). Allplayersinua. Архів оригіналу за 22 березня 2015. Процитовано 22 березня 2015.(рос.)
18. ↑  Андрій Шевченко – гравець "Динамо"!. fcdynamo.com. Архів оригіналу за 23 березня 2015. Процитовано 23 березня 2015.
19. ↑  Андрій Шевченко представлений гравцем "Динамо". fcdynamo.com. Архів оригіналу за 23 березня 2015. Процитовано 23 березня 2015.
20. ↑  АСАТИАНИ: «В Динамо у нас был отличный коллектив» (рос.) . Sport.ua. Архів оригіналу за 2 серпня 2019. Процитовано 2 серпня 2019.
21. ↑  ФФУ затвердила стадіон у Сумах. fcdynamo.com. Архів оригіналу за 23 березня 2015. Процитовано 23 березня 2015.
22. ↑  Киевское «Динамо» может бойкотировать матч за Суперкубок Украины (рос.) . Sports.ru. Архів оригіналу за 3 серпня 2019. Процитовано 3 серпня 2019.
23. ↑  "Динамо" – "Ворскла" – 0:0 (по пен. 4:2). Суперкубок повертається до Києва. fcdynamo.com. Архів оригіналу за 23 березня 2015. Процитовано 23 березня 2015.
24. ↑  Рекорд "Динамо", ювілей Шовковського. fcdynamo.com. Архів оригіналу за 26 березня 2015. Процитовано 26 березня 2015.
25. ↑  Динамівці – про перемогу над "Іллічівцем". fcdynamo.com. Архів оригіналу за 27 березня 2015. Процитовано 27 березня 2015.
26. ↑  Ювілейний пенальті "Динамо". fcdynamo.com. Архів оригіналу за 27 березня 2015. Процитовано 27 березня 2015.
27. ↑  Перервані та подовжені серії "Динамо". fcdynamo.com. Архів оригіналу за 3 серпня 2019. Процитовано 3 серпня 2019.
28. ↑  "Закарпаття" прийме "Динамо" в березні. fcdynamo.com. Архів оригіналу за 3 серпня 2019. Процитовано 3 серпня 2019.
29. ↑  "Динамо" у Кубку України 2009/2010. fcdynamo.com. Архів оригіналу за 26 березня 2015. Процитовано 26 березня 2015.
30. ↑  Ахметов - о победе "Шахтера" над "Динамо". TSN. Архів оригіналу за 26 березня 2015. Процитовано 26 березня 2015.(рос.)
31. ↑  Група чемпіонів: календар матчів. fcdynamo.com. Архів оригіналу за 29 березня 2015. Процитовано 29 березня 2015.
32. 1 2 3  Добро и зло Газзаева. sport.bigmir. Архів оригіналу за 24 березня 2015. Процитовано 24 березня 2015. [Архівовано 2015-04-02 у Wayback Machine.](рос.)
33. 1 2 3 4  Без психологии победителей. sport.ua. Архів оригіналу за 24 березня 2015. Процитовано 24 березня 2015.(рос.)
34. 1 2 3  Хацкевич разобрал игру Динамо. sport.ua. Архів оригіналу за 24 березня 2015. Процитовано 24 березня 2015.(рос.)
35. ↑  Артем Мілевський знову найкращий!. fcdynamo.com. Архів оригіналу за 25 березня 2015. Процитовано 25 березня 2015.
36. ↑  Андрій Шевченко найкращий у жовтні. fcdynamo.com. Архів оригіналу за 25 березня 2015. Процитовано 25 березня 2015.
37. ↑  Олег Гусєв найкращий у вересні. fcdynamo.com. Архів оригіналу за 25 березня 2015. Процитовано 25 березня 2015.
38. ↑  Хет-трик Артема Мілевського. fcdynamo.com. Архів оригіналу за 25 березня 2015. Процитовано 25 березня 2015.
39. 1 2  Жизнь ради еврокубков. sport.ua. Архів оригіналу за 24 березня 2015. Процитовано 24 березня 2015.(рос.)
40. ↑  Суркис поставил Динамо «три с плюсом» за год. unian.net. Архів оригіналу за 24 березня 2015. Процитовано 24 березня 2015.(рос.)
41. ↑  Валерій Газзаєв: "До трансферної політики будемо підходити дуже ретельно". fcdynamo.com. Архів оригіналу за 9 квітня 2015. Процитовано 9 квітня 2015.
42. ↑  "Динамо" відправилося на перший збір (+фото). fcdynamo.com. Архів оригіналу за 9 квітня 2015. Процитовано 9 квітня 2015.
43. ↑  "Динамо" в Ізраїлі: важлива кожна хвилина. fcdynamo.com. Архів оригіналу за 9 квітня 2015. Процитовано 9 квітня 2015.
44. ↑  Трудова п'ятниця, або підготовка розпочалася. fcdynamo.com. Архів оригіналу за 9 квітня 2015. Процитовано 9 квітня 2015.
45. ↑  Шевченко вирушив до Німеччини. fcdynamo.com. Архів оригіналу за 9 квітня 2015. Процитовано 9 квітня 2015.
46. ↑  "Динамо" - курс на Португалію. fcdynamo.com. Архів оригіналу за 10 квітня 2015. Процитовано 10 квітня 2015.
47. ↑  Євген Хачеріді – два тижні без тренувань. fcdynamo.com. Архів оригіналу за 10 квітня 2015. Процитовано 10 квітня 2015.
48. ↑  "Динамо" вирушило до Іспанії. fcdynamo.com. Архів оригіналу за 10 квітня 2015. Процитовано 10 квітня 2015.
49. ↑  "Іллічівець" - "Динамо" - 1:1. Складнощі весняного футболу. fcdynamo.com. Архів оригіналу за 3 серпня 2019. Процитовано 3 серпня 2019.
50. ↑  Андрій Шевченко: "Сотий м'яч за "Динамо"? Не знав..." fcdynamo.com. Архів оригіналу за 3 серпня 2019. Процитовано 3 серпня 2019.
51. ↑  Олег Гусєв: у "Динамо" ще на три роки. fcdynamo.com. Архів оригіналу за 3 серпня 2019. Процитовано 3 серпня 2019.
52. ↑  "Закарпаття" - "Динамо" - 1:0. Перша поразка в чемпіонаті. fcdynamo.com. Архів оригіналу за 3 серпня 2019. Процитовано 3 серпня 2019.
53. ↑  Горан Саблич отримав статус вільного агента. fcdynamo.com. Архів оригіналу за 3 серпня 2019. Процитовано 3 серпня 2019.
54. ↑  "Динамо" та adidas: робота на загальний успіх. fcdynamo.com. Архів оригіналу за 18 березня 2016. Процитовано 18 березня 2016.
55. ↑  Виїзний дресс код "Динамо". fcdynamo.com. Архів оригіналу за 18 березня 2016. Процитовано 18 березня 2016.
56. ↑  Динамівці – про відкриття магазину та майбутній матч із "Кривбасом". fcdynamo.com. Архів оригіналу за 18 березня 2016. Процитовано 18 березня 2016.
57. ↑  ФК "Динамо" Київ та adidas відкрили фан-магазин. fcdynamo.com. Архів оригіналу за 18 березня 2016. Процитовано 18 березня 2016.
58. ↑  Матчі футбольного Чемпіонату України за участю «Динамо» показуватиме ТЕТ. tv.net.ua. Архів оригіналу за 18 березня 2016. Процитовано 18 березня 2016.
59. ↑  "Динамо" в чемпіонаті – на телеканалі ТЕТ. fcdynamo.com. Архів оригіналу за 18 березня 2016. Процитовано 18 березня 2016.
60. ↑  Турнирная таблица (рос.) . Sport.ua. Архів оригіналу за 4 березня 2016. Процитовано 15 квітня 2015. (рос.)
61. ↑  Газзаев: "Динамо" будет играть по схеме 4-3-3 (рос.) . ТСН. Архів оригіналу за 3 серпня 2019. Процитовано 3 серпня 2019.
62. ↑  Валерий Газзаев – гость "Третьего тайма" (рос.) . fcdynamo.com. Архів оригіналу за 3 серпня 2019. Процитовано 3 серпня 2019.
63. ↑  50 лучших. Динамо (часть первая) (рос.) . football.ua. Архів оригіналу за 3 серпня 2019. Процитовано 3 серпня 2019.
64. ↑  50 лучших. Динамо (часть вторая) (рус.) . football.ua. Архів оригіналу за 3 серпня 2019. Процитовано 3 серпня 2019.